# Медведько, Александр Иванович
Александр Иванович Медведько (укр. Олександр Іванович Медведько; род. 25 июля 1955, село Искровка, Акимовский район, Запорожская область, УССР, СССР) — генеральный прокурор Украины (2005—2007, 2007—2010), государственный советник юстиции Украины.

## Биография
- В 1980 году окончил Харьковский юридический институт.
- В 1980—1992 годах — сотрудник прокуратуры города Дружковка Донецкой области.
- В 1992—1999 годах — прокурор города Константиновка Донецкой области.
- В 2001—2002 годах — первый заместитель прокурора Луганской области.
- Отмечают, что именно Медведько вёл дело об убийстве авторитетного донецкого предпринимателя Ахатия Брагина (Алика Грека)[1].
- С июня 2002 по ноябрь 2003 года — заместитель Генерального прокурора Украины, член коллегии Генеральной прокуратуры Украины. Был уволен генпрокурором Геннадием Васильевым.
- С декабря 2004 по 3 ноября 2005 года — заместитель Генерального прокурора Украины.
- С 4 ноября 2005 по 26 апреля 2007 года — Генеральный прокурор Украины. Отмечали, что назначение произошло после разговора Виктора Ющенко и Рината Ахметова[2].
- 18 апреля 2007 года Медведько ушёл на больничный с диагнозом «ишемическая болезнь сердца», а 26 апреля того же года президент Ющенко отменил свой указ о назначении Александра Медведько генпрокурором (по некоторым утверждениям, с подачи Балоги[2]) и восстановил в этой должности Святослава Пискуна[3].
- С апреля по 1 июня 2007 года — первый заместитель Генерального прокурора Украины.
- С 1 июня 2007 по 3 ноября 2010 года — Генеральный прокурор Украины. По словам депутата от Партии регионов Василия Хары, Виктор Ющенко вторично согласился на кандидатуру Александра Ивановича лишь в обмен на назначение Владимира Шаповала главой Центральной избирательной комиссии[1].
- 14 ноября 2010 назначен первым заместителем секретаря Совета национальной безопасности и обороны Украины[4].

## Семья
- Жена — Галина
- Дочь — Ксения

## Награды
- Орден князя Ярослава Мудрого V степени (25 июля 2010 года) — за весомый личный вклад в строительство правового государства, укрепление законности и правопорядка, многолетний добросовестный труд[5]
- Заслуженный юрист Украины (21 августа 2006)[6]
- Нагрудный знак «Почётный работник прокуратуры Украины» (25 июля 2003 года)